# 河北町立溝延小学校
河北町立溝延小学校（かほくちょうりつ みぞのべしょうがっこう）は山形県西村山郡河北町にある公立小学校。

## 概要
溝延地区は、山形盆地のほぼ中央にあり、最上川と寒河江川の合流点西北の田園地帯に位置する。

## 所在地
- 山形県西村山郡河北町溝延小堤312番地1

## 沿革
- 1875年（明治8年） -  溝延小学校を開設。
- 1885年（明治18年） - 新校舎建築
- 1887年（明治20年） -  田井小学校を合併し、溝延尋常小学校と改称
- 1890年（明治23年） -  溝延高等尋常小学校に改称
- 1892年（明治25年） -  溝延尋常高等小学校に改称。
- 1902年（明治35年） -  校舎完成。
- 1941年（昭和16年） - 溝延村国民学校と改称。
- 1947年（昭和22年） - 溝延村立溝延小学校に改称。
- 1954年（昭和29年） - 河北町立溝延小学校に改称
- 1958年（昭和33年） -  旧校舎落成。屋内体育館落成。
- 1959年（昭和34年） -  新校歌制定。
- 1969年（昭和44年） -  プール竣工。
- 1992年（平成4年） -  現在地に新校舎完成
- 1993年（平成5年） -  体育館・プール完成。

## 学区
- 溝延1区・2区・3区・4区・5区・6区・7区・8区・9区・ 10区・11区・12区・13区・14区・15区・16区[3]

## 卒業後
- 河北中学校へ進学する[2]